# (2153) Akiyama
(2153) Akiyama (1978 XD; 1955 UQ1; 1972 YA; 1973 AK3; 1977 VW; 1979 FS) ist ein Asteroid des äußeren Hauptgürtels, der zur Themis-Familie gehört und am 1. Dezember 1978 am Oak-Ridge-Observatorium (damals als Agassiz Station Teil des Harvard-College-Observatorium) entdeckt wurde.

## Benennung
Der Asteroid wurde nach Kaoru Akiyama (1901–1970), einem Professor an der Hōsei-Universität von 1930 bis 1940 und 1949 bis 1970, benannt. Er war für seine Arbeit an Asteroiden bekannt. Zusammen mit Kiyotsugu Hirayama, nach dem der Asteroid (1999) Hirayama benannt wurde, erforschte er den Orbit des Asteroiden (153) Hilda.